# Kees de Kat (beeldhouwer)
Kees de Kat (Vlissingen, 1 februari 1914 – Flensburg, 4 juli 1980) was een Nederlands ingenieur en beeldhouwer.

## Leven en werk
De Kat was een zoon van Kleis Bastiaan de Kat, machineconstructeur en technisch tekenaar, en Maria Virginie Savels. Hij leerde tekenen en linoleumsnijden van zijn oom, de schilder Ewoud de Kat. Hij was al jong geïnteresseerd in beeldhouwen, maar koos voor een studie in de elektrotechniek aan de Technische Hogeschool Delft, in 1936 behaalde hij het ingenieursdiploma. Na zijn opleiding verhuisde hij naar Den Haag, waar hij was verbonden aan het bureau voor elektrotechnisch materieel van de Koninklijke Marine. Hij was in die functie aanwezig bij de tewaterlating van de onderzeeboten O 20 (1939) en O 21 (1940). In de bezettingstijd kreeg hij beeldhouwlessen van Dirk Bus. Na de Tweede Wereldoorlog verhuisde De Kat naar Hengelo, hij kwam er als elektrotechnisch ingenieur in dienst bij de Hazemeyer-fabriek. Begin jaren 60 werd De Kat elektrotechnisch adviseur bij I.H.C. Holland. Hij keerde met zijn gezin terug naar Zuid-Holland, waar zij zich vestigden in Rijswijk. De I.H.C. bracht in 1961 het door hem geschreven boekje Electrical Propulsion of Ships uit.
De Kat maakte als beeldhouwer dier- en figuurvoorstellingen en portetten in naturalistische trant. Hij werkte veelal in gips, met het loon van een ingenieur was brons niet altijd te betalen. In de winter van 1949 had hij een solotentoonstelling in Hengelo. Terug in Zuid-Holland sloot hij zich aan bij de Haagse kunstenaarsgroep Kontakt '62 en de Caroluskring. Hij exposeerde onder meer met Jan Budde bij Galerie Mokum (1962), met Budde en Hein Stolle in de raadszaal in Stadskanaal (1963), met de Caroluskring op de Linnaeushof (1963) en Berg en Bos in Apeldoorn (1965) en met Jos van den Berg, Budde en Stolle bij Panorama Mesdag (1964).

## Enkele werken
- bronzen penning 'op de Ondergrondsche Strijders', met opschrift Die scheep gaat, moet meevaren.[6]
- buste van de Vrouwe van Lourdes, uitgevoerd in portlandsteen.

- Biografisch Portaal: 33934314
- RKD-Nederlands Instituut voor Kunstgeschiedenis: 43584
- Union List of Artist Names: 500093867
- Virtual International Authority File: 96369504